# Macrancylus linearis
Macrancylus linearis là một loài terrestrial bọ cánh cứng thuộc họ Curculionidae. Nó là loài đặc hữu của Hawaii but was also được tìm thấy ở Texas, Florida và the Tây Indies. The insect was có ở shorelines, specifically in driftwood.